# 王進寶
王進寶（？—1685年），字顯吾，甘肅靖遠人。清初軍事將領，精於騎射。

## 生平

### 早年
順治初年，王進寶追從孟喬芳討定河西回民，授職守備，隸屬甘肅總兵張勇麾下。順治十一年（1654年），張勇調任經略右標總兵，南征時，王進寶跟從張勇進擊湖南。順治十五年（1658年），攻下貴州，軍隊進至十萬谿，懸崖千仞，明將李定國遣其將羅大順扼險屯守。王進寶率眾將士攀崖直上，搗毀其巢穴，李自成奔潰，以軍功遷為經略右標中營游擊。康熙二年（1663年），張勇還為甘肅提督，王進寶亦改授提標左營游擊，隨軍有功，遷為參將。
厄魯特蒙古欲得大草灘駐牧，張勇用王進寶建議，力持不可。既，城永固，以王進寶為副將駐守其地。康熙十二年（1673年），擢升王進寶為西寧總兵。

### 三藩之亂
康熙十二年秋天，吳三桂派遣其部將王屏藩、吳之茂自四川入陝西，聲援王輔臣。王進寶率兵多次大敗吳之茂。論功行賞，授職二等阿思哈尼哈番。康熙帝褒獎王進寶忠義，進位一等，授職奮威將軍，仍兼提督平涼諸軍事。
康熙十七年（1678年），王進寶收復慶陽，斬殺其將袁本秀。康熙十八年（1679年），大將軍圖海議取漢中。王進寶请奏起用長子王用予隨圖海出征，康熙帝授予王用予為副將。進軍至寶雞，王進寶派遣王用予擊賊紅花鋪，大敗敵軍，攻克鳳、兩當二縣，跟着攻佔武關，進兵雞頭關，直趨漢中，王屏藩敗走。
康熙十九年（1680年），王進寶分兵趨至保寧，追至錦屏山，最終大敗敵軍，王屏藩與其將陳君極自縊，虜獲吳之茂與其將張起龍、郭天春等十七人，隨即誅殺。收復昭化，劍州、蒼溪、蓬州、廣安、合州、西充、岳池諸州縣。
當時，趙良棟已經攻克成都，授職雲貴總督，移軍南下雲南。王進寶聽命留鎮四川，駐守保寧。趙良棟檄命四川及陝西諸軍跟從出征，王進寶上疏言其所屬諸軍適宜逗留鎮守，請停止調撥派遣，朝廷聽從其請求。吳三桂大將胡國柱、夏國相等自貴州攻入四川，譚弘既已投降卻又復叛，攻陷建昌。趙良棟上疏彈劾王進寶，王進寶上言當時正在臥疾，所以固原、建昌之失陷，罪責應在趙良棟身上，兩人其後亙相攻訐彈劾，直至雲南平定後，康熙帝下諭訓斥才休止。

### 死亡
康熙二十三年（1684年），王進寶病重乞求退休，康熙帝下命當時任職太原總兵的王用予偕同太醫馳驛探視病況。再移職為甘肅總兵，以便奉侍。康熙二十四年（1685年），王進寶病逝，贈太子太保之職，賜予祭葬，諡忠勇。其子王用予承襲爵位，進二等。王進寶墓在平川区黄峤乡（36°40′07″N 105°06′26″E / 36.6687380°N 105.1072003°E）。

## 延伸阅读
[在维基数据编辑]
 《清史稿·卷255》，出自趙爾巽《清史稿》